# サウスフィールド (ミシガン州)
サウスフィールド（英: Southfield）は、アメリカ合衆国ミシガン州のオークランド郡にある都市。デトロイトの北に位置している。人口は7万6618人（2020年）。デトロイト都市圏には大きなオフィス需要があり、サウスフィールド市の特徴は「ゴールデン・トライアングル」と呼ばれる5棟の超高層ビル郡がある。床面積220万平方フィート (204,400 m2) のサウスフィールド・タウンセンターにはウェスティン・ホテルや会議場が入り、オフィス複合施設となっている。このビルとは別に、高層33階建ての豪勢な住宅のビルもある。その西、州間高速道路696号線/ロイター・フリーウェイとミシガン州道10号線/ロッジ・フリーウェイの合流点には、アメリカン・センターがある。

## 歴史
サウスフィールドとなった地域は、1817年、ミシガン準州知事ルイス・カスの計画に従い、測量が行われた。最初の開拓者は近くの町であるバーミングハムやロイヤルオークから来ていたが、ニューヨーク州やバーモント州から来た者もいた。後にサウスフィールドとなる場所には、1823年にジョン・ダニエルズが入植した。町の設立者には、ヘス、スティーブンス、ハーモン、マクレランド、トンプソンの家族がいた。1830年7月12日、オセワ郡区がまず組織化されたが、その名称は17日後にサウスフィールドに変更された。この郡区はブルームフィールド郡区の「南の畑」にあったことから、その名が付いた。1833年に郵便局が設立され、1873年には初代町役場が建設された。サウスフィールド消防署が1942年4月6日に設立され、サウスフィールド警察署が設立されたのは1953年のことだった。

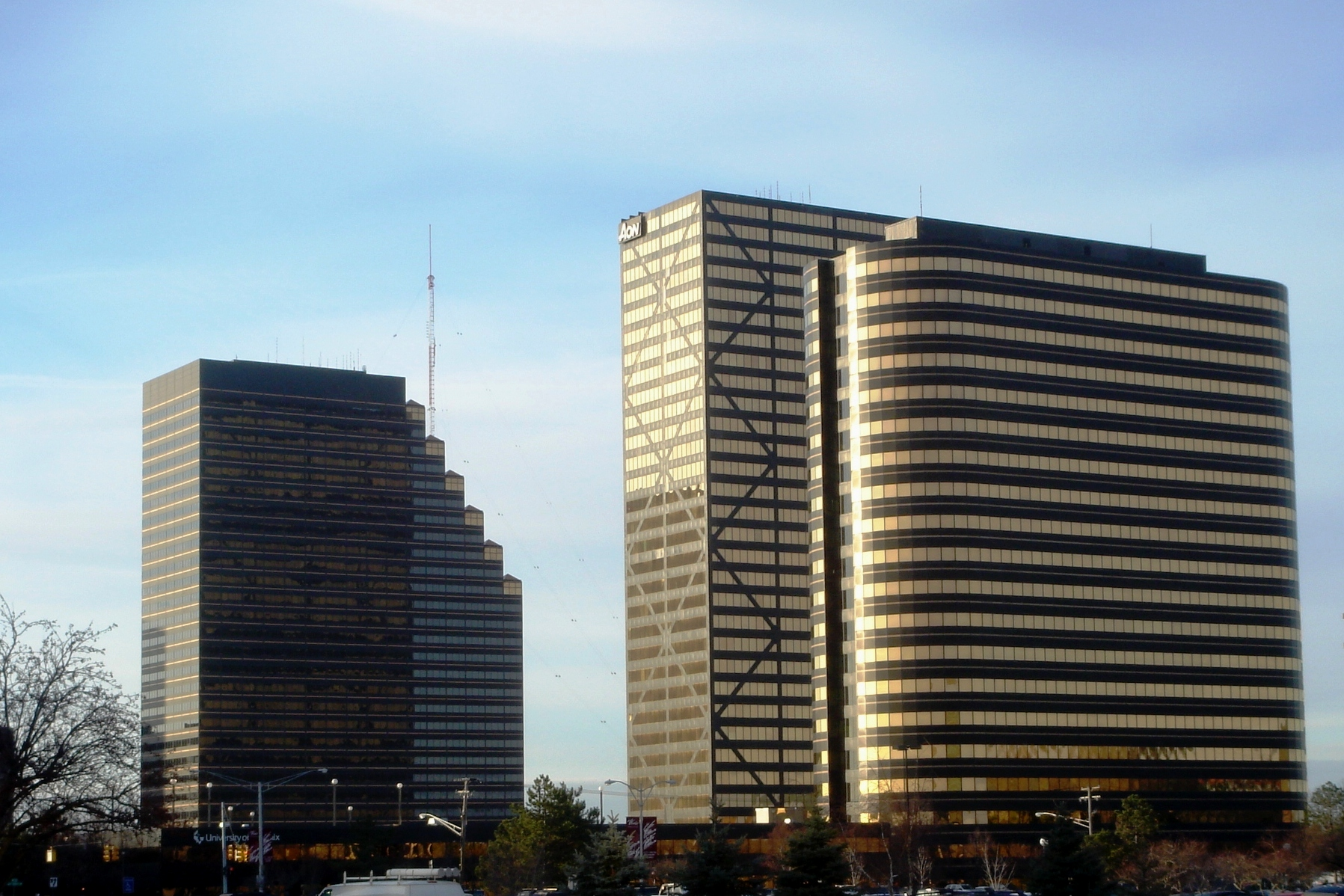
サウスフィールド・タウンセンター

1950年代、郡区内で1950年のラスラップビレッジ、1957年のビバリーヒルズなど、市や村が法人化を始めた。郡区内で残っていた場所の多くが、デトロイト市からの併合を避けるために、1958年4月28日、1つの市として正式に法人化した。デトロイト市のアフリカ系アメリカ人の社会が拡大し、それを脅威に感じた白人が、差別主義者のホワイト・フライトの一部として、サウスフィールドのように白人が圧倒的に多い郊外部に逃げ出してきた。
現在の市役所は1964年に、新しいシビックセンター複合施設の一部として建設され、そこにはサウスフィールドの警察署本部も入った。シビックセンターは1971年に拡張され、水泳プールを備えたスポーツ・アリーナができた。1972年、エバーグリーンヒルズ・ゴルフコースが追加され、1978年、新しい公衆安全ビルであるサウスフィールド・パビリオンと新しい裁判所ビルが追加された。2003年、サウスフィールド公共図書館が拡張、再設計されてシビックセンター敷地で開館され、最新鋭の設備を備えた。シビックセンター複合施設の外では、市民公園とレクリエーション施設があり、ビーチウッズ・レクリエーションセンターやジョン・グレイス・コミュニティセンター、ダンズ・スコタスカレッジなどが1970年代に開発され、現在はワード・オブ・フェイス・クリスチャン・センターも入っている。

## 経済

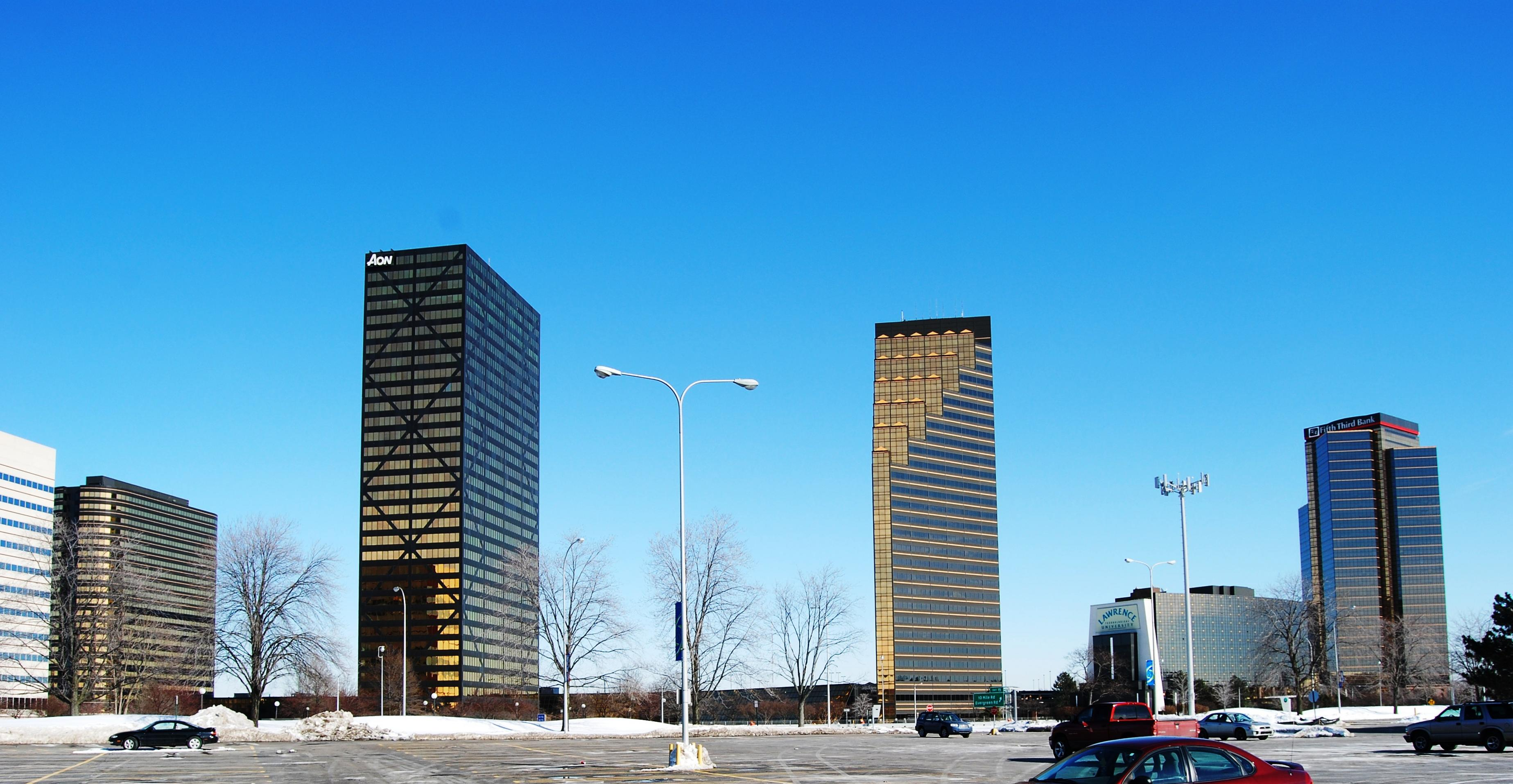
サウスフィールド・タウンセンター、ローレンス工業大学から望む

サウスフィールドはデトロイト都市圏の中で商業と事業の中心であり、事務スペース2,700万平方フィート (2,508,400 m2) は、デトロイト都市圏の中で、デトロイト市中央事業地区の33,251,000平方フィート (3,089,000 m2) に次いで第2位の広さである。国際的に認知された会社が市内に主要オフィスや本社を構えている。例えばハフ・ハルスベック・アンド・ファースト、デンソー、ピーターソン・スプリング、フェデラル・モーグル、リア、R・L・ポーク & Co.、インターナショナル・オートモーティブ・コンポーネンツ、ステファニニ, Inc.、ガーディアン・アラーム、オンライン・トレーディング・アカデミーがある。フォーチュン500に入る会社の100社以上がサウスフィールドにオフィスを構えている。
住友商事がフランクリン道路27777のスイート1450にデトロイト事務所を運営している。この事務所が関わるのは、自動車、圧延鋼鈑、鋼管材料である。
2014年10月28日、フィフス・サード銀行がそのミシガン地域本社を、サウスフィールドからデトロイト市中心街にできるフィフス・サード銀行ビル・アット・ウッドワードに移転させると発表した。この本社の従業員は150人だった。
国内でも最初期のショッピングモールであるノースランド・センターは、1954年にサウスフィールドでオープンし、2015年に閉鎖された。市内には780エーカー (3.2 km2) の公園がある。また全国的に認知された公共教育学区がある。

## 外交施設
マケドニア・デトロイト領事館がサウスフィールド・タウンセンターにある。イラク・デトロイト領事館もサウスフィールド市内にある。

## 地理

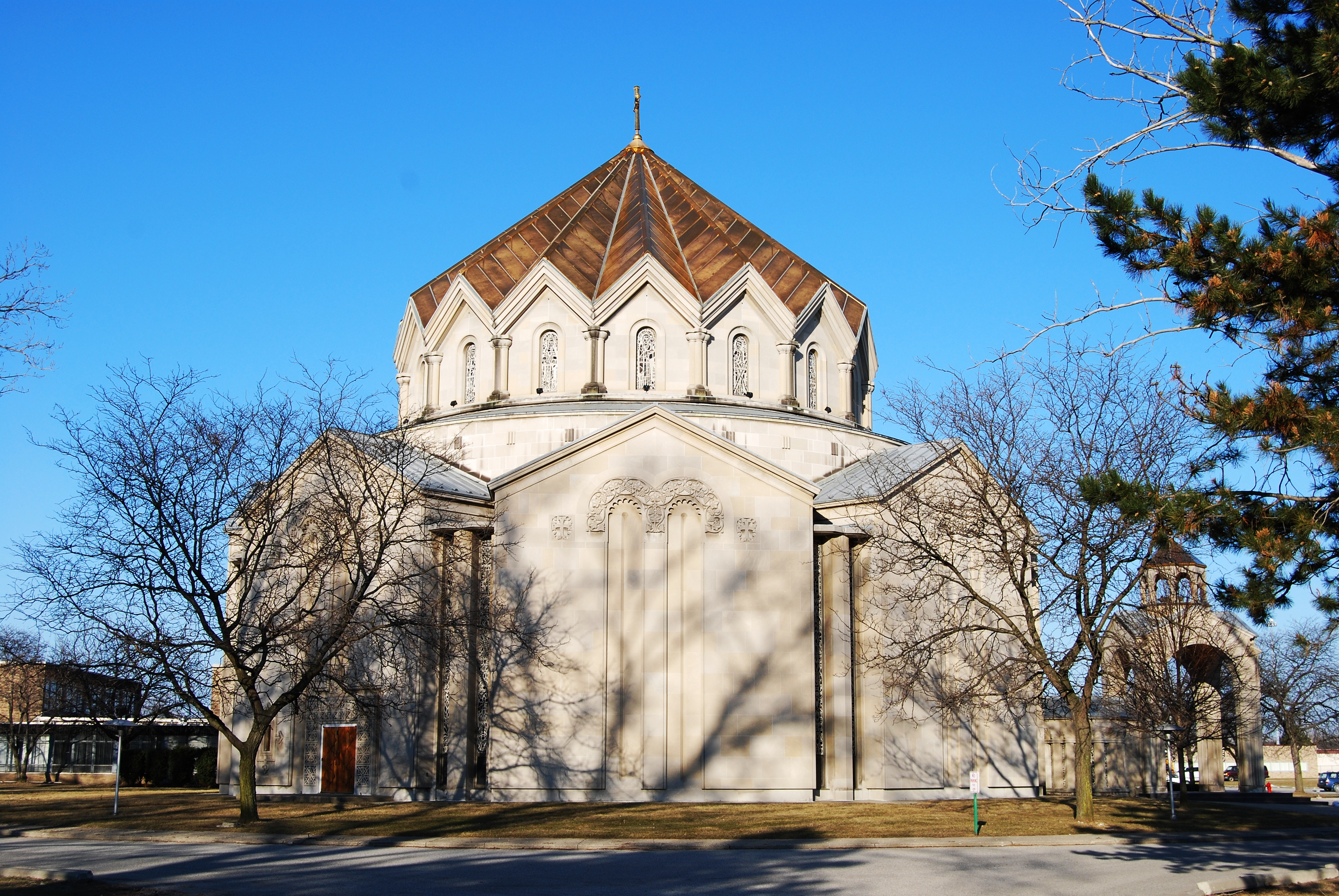
アレックス・マヌーギアンが設立したセントジョン・アルメニアン教会

アメリカ合衆国国勢調査局に拠れば、市域全面積は26.28平方マイル (68.06 km2)であり、このうち陸地26.27平方マイル (68.04 km2)、水域は0.01平方マイル (0.03 km2)で水域率は0.04%である。ルージュ川の本流がサウスフィールド市内を流れている。市の南境は8マイル道路、西側境はインクスター道路、東はグリーンフィールド道路となっている。北側境は1つの道路ではないが、おおよそ13マイル道路の周辺にある。南はデトロイト市とレッドフォード郡区（ともにウェイン郡）、西はファーミントンヒルズ市、北はフランクリン村、ビンガムファームズ村、ビバリーヒルズ村、東はロイヤルオーク市、バークリー市、オークパーク市に接している。別にラスラップビレッジ市がサウスフィールド市内の東部に完全に囲まれた形である。

## 人口動態

### 2010年国勢調査
以下は2010年の国勢調査による人口統計データである。
| 基礎データ - 人口: 71,739 人 - 世帯数: 31,778 世帯 - 家族数: 18,178 家族 - 人口密度: 1,054.4人/km2（2,730.8 人/mi2） - 住居数: 35,986 軒 - 住居密度: 528.9軒/km2（1,369.9 軒/mi2） 人種別人口構成 - 白人: 24.9% - アフリカン・アメリカン: 70.3% - ネイティブ・アメリカン: 0.2% - アジア人: 1.7% - その他の人種: 0.4% - 混血: 2.4% - ヒスパニック・ラテン系: 1.3% | 年齢別人口構成 - 18歳未満: 20.5% - 18-24歳: 8.5% - 25-44歳: 24.7% - 45-64歳: 29.2% - 65歳以上: 16.9% - 年齢の中央値: 42歳 - 性比（女性100人あたり男性の人口） - 総人口: 80.8 世帯と家族（対世帯数） - 18歳未満の子供がいる: 26.7% - 結婚・同居している夫婦: 33.5% - 未婚・離婚・死別女性が世帯主: 19.4% - 非家族世帯: 42.8% - 単身世帯: 37.9% - 65歳以上の老人1人暮らし: 13.7% - 平均構成人数 - 世帯: 2.22人 - 家族: 2.96人 |

### 2000年国勢調査
以下は2000年の国勢調査による人口統計データである。
| 基礎データ - 人口: 78,296 人 - 世帯数: 33,987 世帯 - 家族数: 19,780 家族 - 人口密度: 1,152.5人/km2（2,984.6 人/mi2） - 住居数: 35,698 軒 - 住居密度: 525.5軒/km2（1,360.8 軒/mi2） 人種別人口構成 - 白人: 38.83% - アフリカン・アメリカン: 54.22% - ネイティブ・アメリカン: 0.20% - アジア人: 3.09% - 太平洋諸島系: 0.03% - その他の人種: 0.64% - 混血: 2.99% - ヒスパニック・ラテン系: 1.19% | 年齢別人口構成 - 18歳未満: 21.6% - 18-24歳: 7.9% - 25-44歳: 30.6% - 45-64歳: 24.8% - 65歳以上: 15.2% - 年齢の中央値: 38歳 - 性比（女性100人あたり男性の人口） - 総人口: 84.9 - 18歳以上: 80.9 世帯と家族（対世帯数） - 18歳未満の子供がいる: 25.3% - 結婚・同居している夫婦: 40.2% - 未婚・離婚・死別女性が世帯主: 14.3% - 非家族世帯: 41.8% - 単身世帯: 36.2% - 65歳以上の老人1人暮らし: 11.9% - 平均構成人数 - 世帯: 2.27人 - 家族: 3.01人 | 収入と家計 - 収入の中央値 - 世帯: 51,802米ドル - 家族: 64,543米ドル - 性別 - 男性: 48,341米ドル - 女性: 37,949米ドル - 人口1人あたり収入: 28,096米ドル - 貧困線以下 - 対人口: 7.4% - 対家族数: 5.8% - 18歳未満: 8.2% - 65歳以上: 10.2% |

### 社会経済の状態

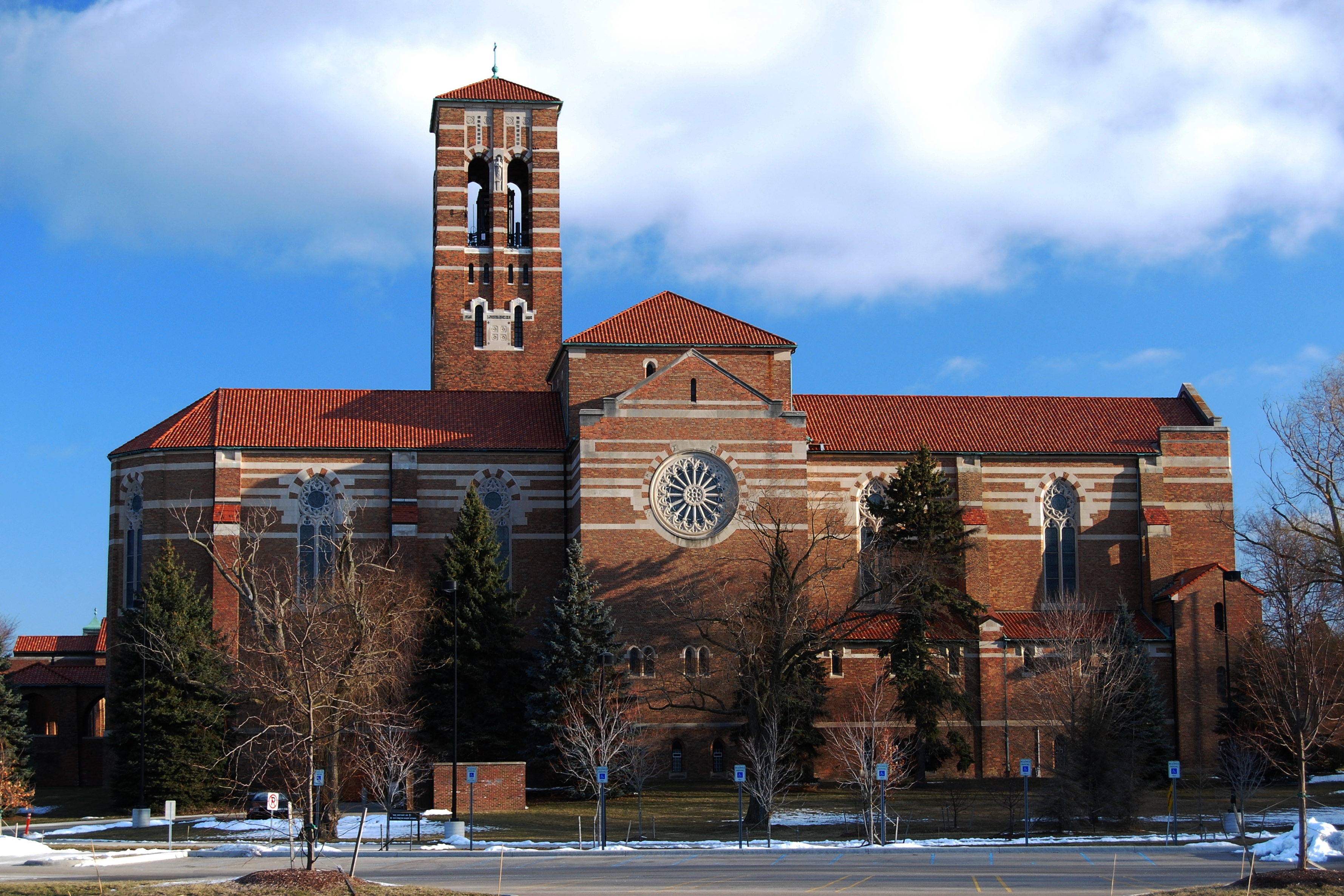
ワード・オブ・フェイス・チャペル

サウスフィールドの人々で最も多い職業の形態は、ホワイトカラーとブルーカラーの仕事の混合である。全体的に、営業と事務職、専門職と管理職が多い。事務と管理支援が16.00%、営業が10.93%、管理が9.72%と比較的多くの者が住んでいる。さらに興味あるのは、コンピュータや数学関連で働く人がアメリカの95%の場所よりも多い。国内の都市や町に比べて教育のある人口が多く、成人の38.73%が学士以上の資格を持っており、国内平均の21.84%と比べれば明らかである。2010年の一人あたり収入は 28,995米ドルだった。

### 少数民族集団

#### アフリカ系アメリカ人
2002年、サウスフィールドには42,259人の黒人が居り、デトロイト都市圏の自治体としては第3位だった。
2011年時点で多くのアフリカ系アメリカ人がデトロイトからサウスフィールドやその他オークランド郡とマコーム郡の町に移転している。サウスフィールドに住む中流階級黒人と、ウェイン郡からの新参者との間に緊張関係が生じている。

#### カルデア人
2001年時点で、多くのカルデア人がサウスフィールドに住んでいる。各地域にいるカルデア人集団大半にとって親組織であるアメリカ・カルデア人連盟がサウスフィールドにある。同年、信徒数で最大のカルデア人教会がサウスフィールドにある。地域のカルデア人のみの退職後の家もある。

## 市政府

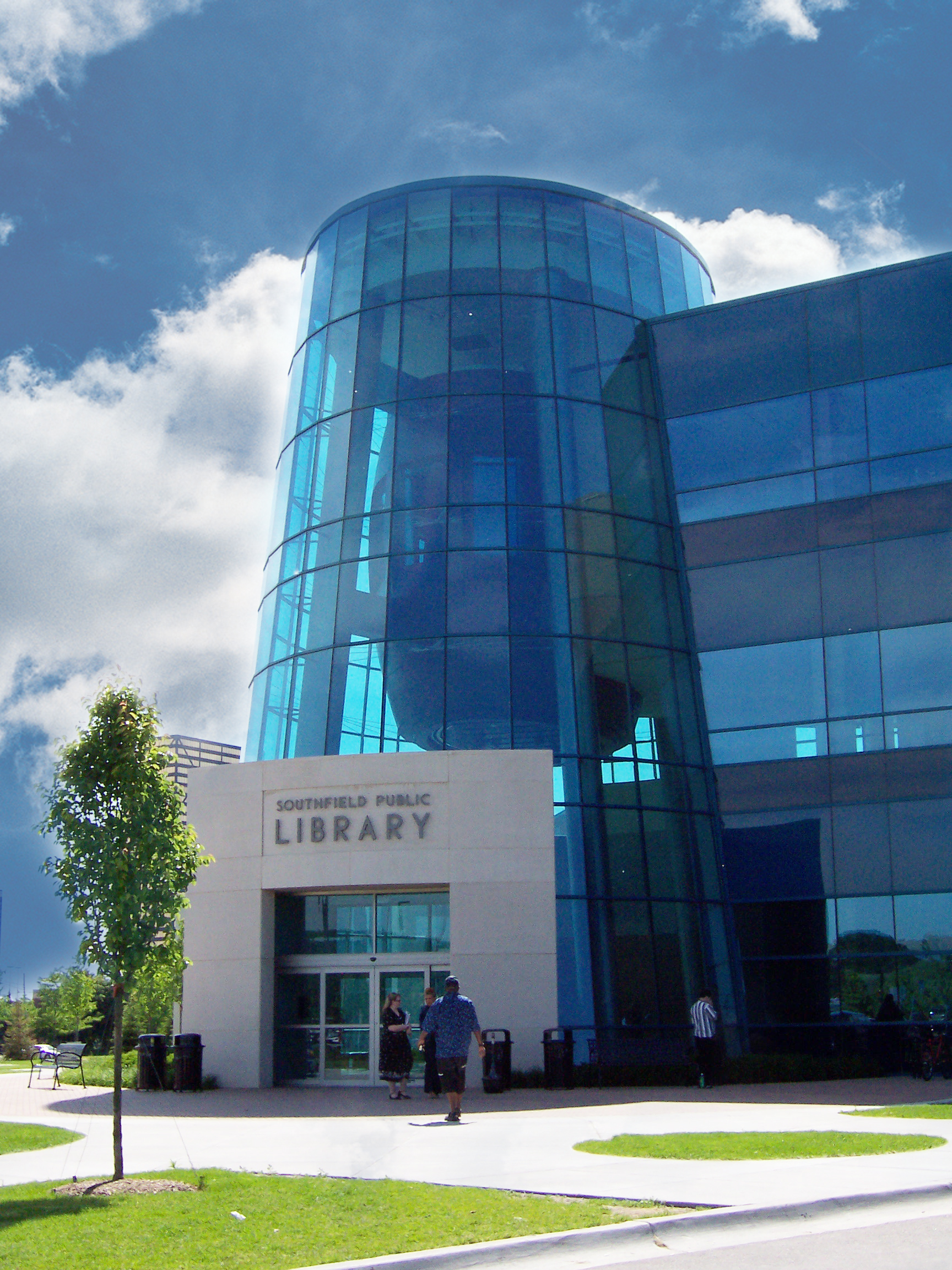
サウスフィールド公共図書館の玄関

サウスフィールドは市政委員会・マネジャー方式の政府を採用している。市政委員会は7人の委員で構成されている。市民の選挙で選ばれる市長は、市政委員会の票決には参加しないが、その決定に対する拒否権を持っており、また市の企画官、査定官、検事、および小委員会の委員について任命権を持っている。市の事務官と財務官も市民の選挙で選出される。これらの役人は無党派の立場とされる。
州議会上院では第14選挙区に、下院では第35選挙区に属している。連邦議会下院ではミシガン州出し14選挙区に属している。2016年時点で、全て民主党員を送り出している。

## 教育

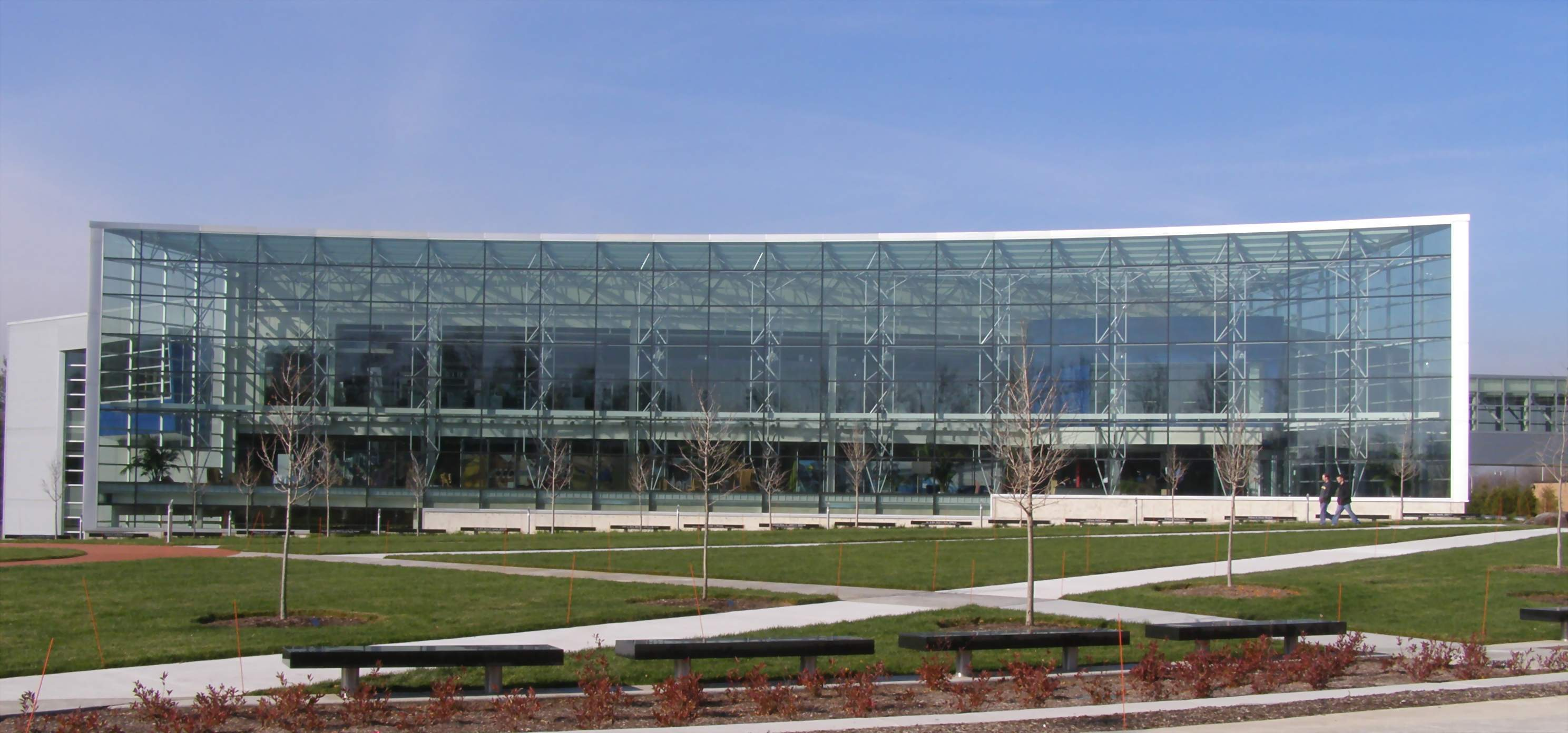
ローレンス工科大学

サウスフィールド公共教育学区が地域の公立学校を運営している。サウスフィールド市内にあるサウスフィールド高校と、ラスラップビレッジにあるサウスフィールド・ラスラップ高校が、市内の高校生を受け入れている。市内北部の住人の子弟はバーミングハム市教育学区に入り、市内南東隅の住人の子弟はオークパーク教育学区に入る。
サウスフィールド公共図書館が市内の公共図書館を運営している。
プロビデンス医療センターが様々な医学分野で住民の訓練を行っている。

### 高等教育機関
サウスフィールド市内にはローレンス工科大学、エベレスト・インスティテュート、オークランド・コミュニティカレッジなど、8つの高等教育機関がある。スペックス・ハワード・メディア芸術学校もある。

## メディア
サウスフィールドはデトロイト地域の放送メディア中心であり、テレビのための放送スタジオや放送施設がある。デトロイト都市圏の地域スポーツ・ネットワークであるフォックス・スポーツ・デトロイトが11マイル道路とエバーグリーン道路に沿ってある。市内に送信塔が1つあるが、それはデトロイト中心街にある唯一のテレビ局のものである。
ラジオ局ではCBSラジオのデトロイト・スタジオがあり、また学生が運営するラジオ局はサウスフィールド公共教育学区が後援している。
1970年、ラジオのパイオニアでエンタテナーのスペックス・ハワードが、サウスフィールドでスペックス・ハワード・メディア芸術学校を設立した。
デトロイト市内で発行される日刊紙「デトロイト・ニューズ」と「フリー・プレス」に加えて、「サウスフィールド・エクセントリック」が、日曜日と木曜日の週2回発行されている。「デトロイト・ジューイッシュ・ニューズ」の本社が市内にある。「カレドニアン・ニューズ」の本社もある。

## 交通

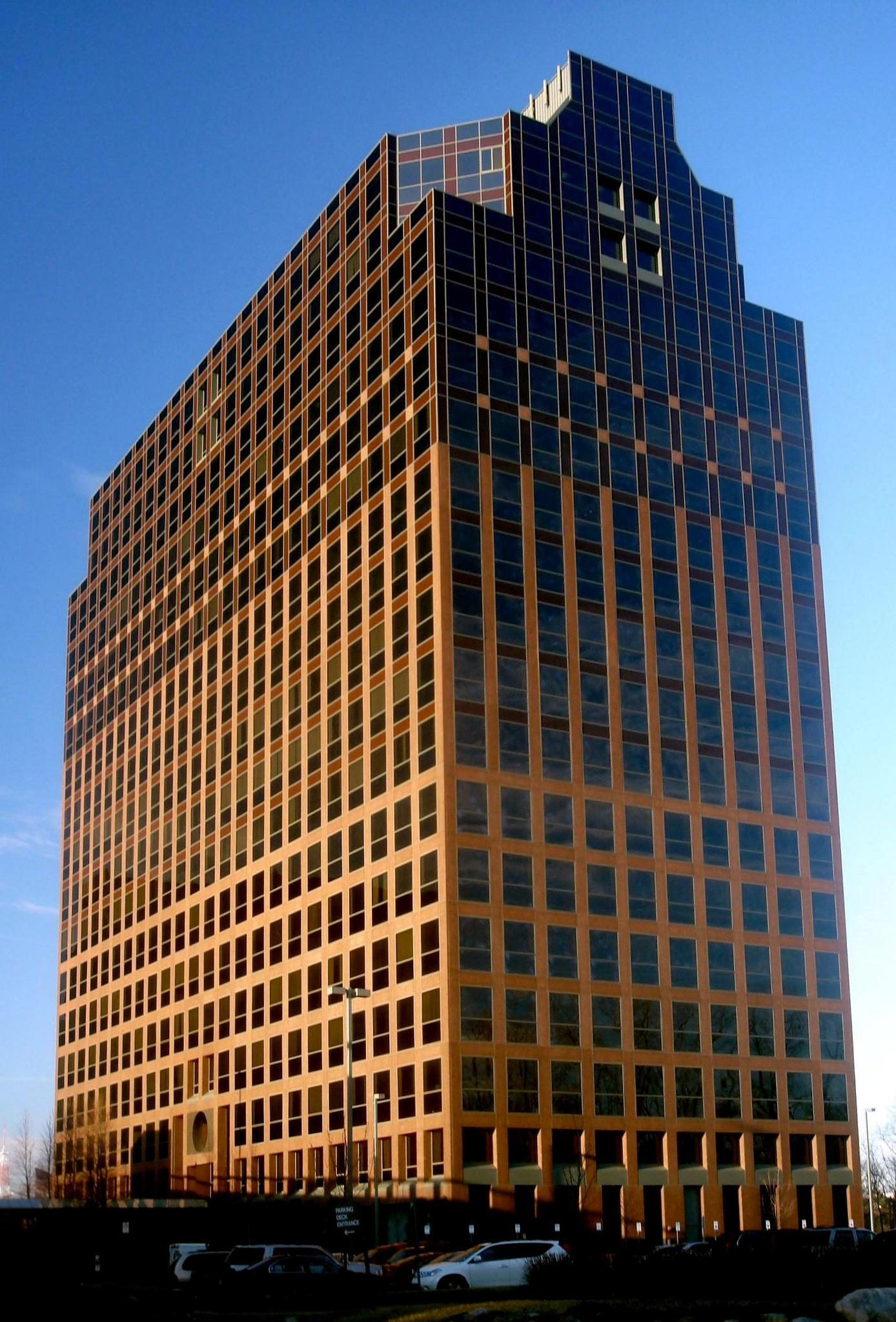
ワン・タウン・スクエア

地域交通のための郊外可動性公社が、市内と地域のバス便を運行している。
市内の幹線道は、ジョン・C・ロッジ・フリーウェイ（ミシガン州道10号線）があり、国内で初めて都心から郊外に向かって建設された高規格道路である。他に州間高速道路696号線、サウスフィールド・フリーウェイ（ミシガン州道39号線）、アメリカ国道24号線（テレグラフ道路）がある。市内には地方道と自動車専用道を繋ぐインターチェンジが数か所ある。ロッジ・フリーウェイはデトロイト中心街に入り、州間高速道路696号線、国道24号線、州道10号線、ラッシャー道路、フランクリン道路と接続する「ミキシング・ボウル」がある。
大半の通りは南北方向あるいは東西方向に走っており、1マイル (1.6 km) ずつ離れた格子を形成している。東西方向路の主なものは、8マイル道路（市の南側境界）、9マイル道路（サウスフィールド・フリーウェイによって二分される）、10マイル道路、11マイル道路（ロッジ・フリーウェイによって二分される）、および12マイル道路である。主要な南北方向路は、テレグラフ道路、ラッシャー道路、エバーグリーン道路、サウスフィールド道路（サウスフィールド・フリーウェイの北への延伸部）、およびグリーンフィールド道路（市の東側境界）である。

## 公園とレクリエーション
一時期、日本祭がサウスフィールドで開催されていた。